# Giada Rossi
Pour les articles homonymes, voir Rossi.
Giada Rossi, née le 24 août 1994 à San Vito al Tagliamento, est une pongiste handisport italienne concourant en classe 2. Elle détient deux médailles de bronze paralympique : une en individuel (2016)  et une par équipes (2020).

## Biographie
Elle se brise la vertèbre C6 en 2008 en sautant dans la piscine de ses parents. Elle était alors une joueuse prometteuse de volley-ball et fêtait sa sélection en équipe régionale.
Aux Jeux paralympiques d'été de 2016, elle monte sur la troisième marche du podium en individuel classe 1-2 après avoir battue la Thaïlandaise Chilchitparyak Bootwansirina. Quatre ans plus tard aux Jeux de 2020, elle est médaillée de bronze avec Michela Brunelli, battue en demi-finale par la paire chinoise composée de Xue Juan et Li Qian.

## Palmarès

### Jeux paralympiques
- médaille de bronze en individuel classe 1-2 aux Jeux paralympiques d'été de 2016 à Rio de Janeiro
- médaille de bronze par équipes classe 1-3 aux Jeux paralympiques d'été de 2020 à Tokyo

### Championnats du monde
- médaille d'or par équipes classe 3 aux Mondiaux 2017 à Bratislava
- médaille de bronze en individuel classe 1-2 aux Mondiaux 2018 à Laško

### Championnats d'Europe
- médaille d'or en individuel classe 2 aux Europe 2019 à Helsingborg
- médaille de bronze par équipes classe 1-3 aux Europe 2019 à Helsingborg
- médaille de bronze en individuel classe 1-2 aux Europe 2017 à Laško
- médaille de bronze par équipes féminine classe 2-3 aux Europe 2017 à Laško